# Temple de Càstor i Pòl·lux
El temple de Càstor i Pòl·lux (en llatí: Templum Castorum) era un edifici de l'antiga ciutat de Roma situat al Fòrum. Al seu interior hi havia una estàtua dels germans Càstor i Pòl·lux, però, a més de temple, va tenir altres funcions, com ara lloc de reunió i de custòdia.

## Localització
El temple de Càstor i Pòl·lux estava envoltat pels edificis següents:
- A l'oest, el carrer anomenat vicus Tuscus el comunicava amb la basílica Júlia.
- A l'est estaven la font de Juturna i el temple de Vesta.
- A la part del davant: el Fòrum, l'Arc d'August i més enllà el temple de Cèsar.

## Orígens
L'origen d'aquest temple coincideix amb el naixement de la República Romana. Hi ha diverses versions sobre aquest aspecte:

Titus Livi narra que un antic temple que hi havia en aquest mateix lloc va ser enderrocat per ordre del dictador Aulus Postumius per fer-ne un altre en honor dels Dioscurs i en commemoració de la victòria de la batalla del Llac Regillus contra els llatins l'any 491 o 496 aC, el qual va ser consagrat pels idus de juliol del 484 aC. Però, segons Dionís d'Halicarnàs, el dictador va fer construir un temple dedicat conjuntament a Ceres, Líber i Líbera, però no en precisa el lloc exacte. La versió d'Ovidi també varia, ja que segons ell el temple es va consagrar el sisè dia després de les calendes de gener.
Segons la llegenda transmesa per Plutarc, durant la batalla contra el darrer rei de Roma al llac Regillus els romans van veure entre les seves tropes la presència de dos cavallers lluitant a favor seu, que van identificar amb els germans Càstor i Pòl·lux. En obtenir la victòria es va decidir construir el temple al costat de la font de Juturna, on alguns els havien vist donant beure als cavalls i així serviria també per a celebrar la fi de la monarquia.
La devoció per Càstor i Pòl·lux, fills de Zeus, s'havia introduït a Roma a través de les colònies gregues del sud de la península i per la identificació de Zeus amb Júpiter.
El 1760, les autoritats de la ciutat, veient que les columnes restants s'anaven a ensorrar, van ordenar la construcció d'una estructura de suport que ho evités. L'arquitecte Francesco Piranesi i el britànic George Dance el Jove van fer-ne les reparacions que calien i així s'han mantingut fins als nostres dies.

## Construcció
El temple de Càstor i Pòl·lux va ser objecte de nombroses restauracions: una en va ser la de Luci Cecili Metel Dalmàtic, a finals del segle ii aC, que el va decorar amb estàtues. Una altra es va fer en temps d'August l'any 6, una altra la de Tiberi i el seu germà Drus, amb què es va fer el darrer revestiment, del qual queden alguns vestigis.
S'alçava sobre una base de tuf recoberta amb marbre travertí. La planta ocupava un espai de 50 m per 30 m, i estava envoltat per uns esglaons per tots els costats. Tenia vuit columnes corínties a la façana i onze als costats llargs. A l'interior (cel·la), dues fileres de columnes estaven adossades a les parets. Les ruïnes actuals permeten veure'n una part de la base i tres columnes de 12,5 m, que suportaven l'entaulament.
Al temple hi havia les estàtues de Càstor i Pòl·lux, considerats els guardians de la llibertat de Roma.

## Funcions

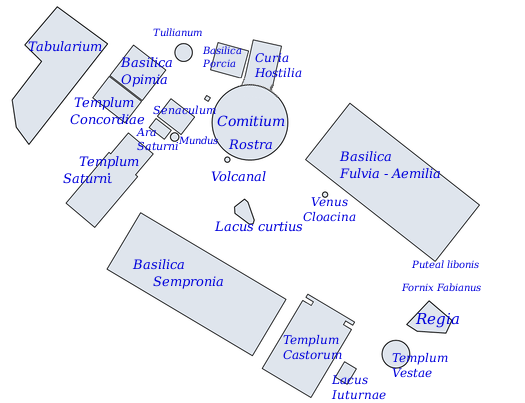
Situació del temple de Càstor i Pòl·lux en època republicana

Aquest temple va ser el símbol de l'èxit militar del poble romà: Cada 15 de juliol els cavallers romans commemoraven la victòria a Regillus desfilant davant del temple.
L'escala d'accés al temple va ser emprada a vegades com a podi per als oradors, durant la república, que volien fer un discurs adreçat als ciutadans que es trobaven al Fòrum. L'emperador Calígula va fer obrir una porta al temple perquè l'estàtua dels Dioscurs, als quals admirava, pogués ser observada des del palau Imperial, i va declarar que així Càstor i Pòl·lux serien els vigilants de les portes del palau. Però això només va durar fins a l'emperador Claudi. En època imperial, el temple va fer la funció diverses vegades de lloc de reunions.
També va tenir la funció de centre econòmic:

En el pronaos hi havia una taula de mesures, emprada sovint pels comerciants de la Via Sacra. Alguns particulars van fer servir el temple com a lloc de custòdia dels seus béns.